# Horní Cazov
Horní Cazov (dříve Horní Zasov, německy Ober Zassau) je zaniklá osada a název katastrálního území (o rozloze 2,62 km2) na území Českých Žlebů, které jsou částí obce Stožec v okrese Prachatice. Nachází se na území národního parku Šumava. 

## Historie
První písemná zmínka vztahující se k této osadě pochází z roku 1752, kdy zde Josef I. Adam ze Schwarzenbergu nechal postavit dřevařskou osadu. Horní Cazov (před 1. světovou válkou Horní Zasov) byl osadou obce Pumprle. Do roku 1780 ves patřila do farnosti Horní Vltavice, od roku 1780 do farnosti Kunžvart. V roce 1921 zde stálo 26 domů a žilo 153 obyvatel, všichni obyvatelé byli německé národnosti. V letech 1938 až 1945 byla ves v důsledku uzavření Mnichovské dohody přičleněna k nacistickému Německu. Po 2. světové válce ves zanikla.